# San Girolamo penitente (Tiziano Louvre)
San Girolamo penitente  è un dipinto a olio su tela (80 × 102 cm) di Tiziano, databile al 1531 circa e conservato nel Louvre a Parigi.

## Storia e descrizione
L'opera è citata per la prima volta nelle collezioni di Luigi XIV e forse proviene dalle raccolte Gonzaga, forse quel San Girolamo citato nella corrispondenza di Federico Gonzaga e riferibile al 1531. Esiste un'ipotesi secondo la quale l'opera era destinata a Isabella d'Este, madre di Federico, che desiderava una scena ad ambientazione notturna.
San Girolamo è rappresentato come un eremita nel deserto, energicamente occupato nella penitenza, percuotendosi il petto con la pietra mentre rivolge una preghiera al crocifisso appeso su un bastone in alto a destra. Dietro di lui sta l'immancabile leone addomesticato e il cappello cardinalizio che gli spettava, nonché il libro della Vulgata. Rispetto alle numerose rappresentazioni anteriori del soggetto, Tiziano rinnovò il pathos della scena con un'innovativa illuminazione, che evidenzia alcuni dettagli lasciando in ombra quelli meno significativi, ma necessari nell'iconografia. Ecco quindi che Girolamo viene esaltato dalla potente illuminazione, così come il crocifisso colpito da un raggio di luce. Nel paesaggio una lingua luminosa in lontananza crea innovativi effetti di risalto, dando al boschetto un'atmosfera inquieta e misteriosa.

## Altri dipinti
Tiziano compose altri dipinti , oltre a questo, su San Girolamo penitente:
- San Girolamo penitente del 1575 nel Museo Thyssen-Bornemisza
- San Girolamo penitente del 1575 nel Monastero dell'Escorial
- San Grolamo penitente del 1556-1561 alla Pinacoteca di Brera